# الأقزام (مسلسل)
الأقزام مسلسل رسوم متحركة أمريكي فرنسي من إنتاج شركتي شركة الإذاعة الأمريكية وDIC الترفيهية. تم عرض المسلسل لأول مره في 10 سبتمبر 1983 واستمر حتى 2 نوفمبر 1985 . تمت دبلجة المسلسل للعربية.

## روابط خارجية
- The Littles episode guide
- الأقزام على موقع IMDb (الإنجليزية)
- الأقزام على موقع ميتاكريتيك (الإنجليزية)
- الأقزام على موقع روتن توميتوز (الإنجليزية)
- الأقزام على موقع كينوبويسك (الروسية)
- الأقزام على موقع ألو سيني (الفرنسية)
- الأقزام على موقع قاعدة بيانات الفيلم (الإنجليزية)